# Erhard Milch

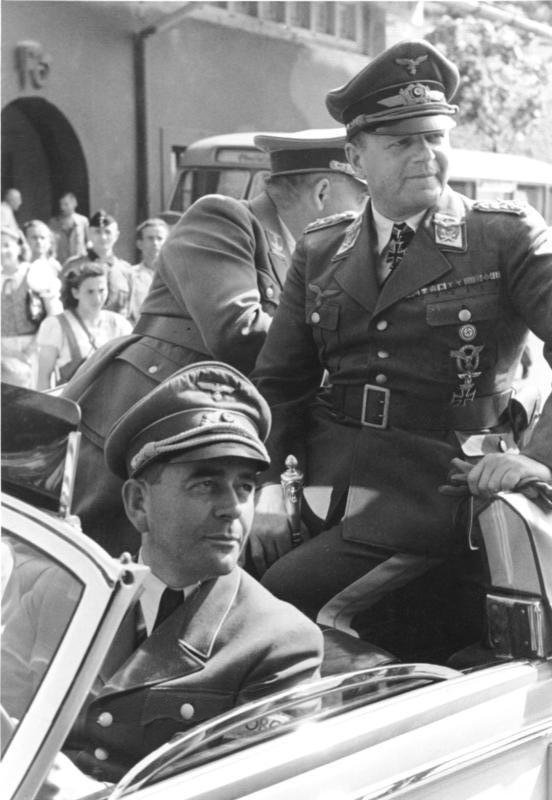
Erhard Milch(sentat dalt de la foto) amb Albert Speer.

Erhard Milch (Wilhelmshaven, Baixa Saxònia, 30 de març de 1892 † Düsseldorf, 25 de gener de 1972) va ser un oficial del govern nazi que va gestionar el desenvolupament de la Luftwaffe, com a part del pla de rearmament d'Alemanya després de la Primera Guerra Mundial.

## Inicis
Milch va néixer a Wilhelmshaven. Es va unir a l'exèrcit alemany, convertint-se en oficial d'artilleria. Durant la Primera Guerra Mundial va servir al front occidental, i transferit posteriorment al Servei Aeri de l'exèrcit alemany, on es va entrenar com a observador aeri.

## Període d'entre guerres
En acabar la guerra, havia ascendit fins a tenir al VI esquadró aeri sota el seu comandament, rang obtingut l'octubre de 1918. Va continuar a l'exèrcit fins a 1920, any en què va portar la seva experiència en aeronàutica al sector privat.

## Sector Privat
La seva carrera en el sector privat reflecteix el turbulent estat de l'emergent indústria de les aerolínies. Al costat d'un company d'esquadró, Gotthard Sachsenberg, va fundar una petita companyia aèria a Danzig sota la bandera de Lloyd Luftdienst, unió de diferents aerolínies regionals alemanyes. La companyia, que unia Danzig amb els Estats Bàltics, es va anomenar simplement Lloyd Ostflug. El 1923, quan Lloyd Luftdienst es va fusionar amb el seu rival Aero Union per formar Deutscher Aero Lloyd, es va convertir en director de la seva companyia subsidiària, Danziger Luftpost. Després d'això, Milch i Sachsenberg van anar a treballar per a l'empresa rival Junkers Luftverkehr, on Sachsenberg havia estat nomenat director. Sachsenberg va mantenir tal posició fins a 1925, quan Milch li va prendre el lloc. Va ser des d'aquesta posició que Milch gestionar la fusió de Junkers Luftverkehr amb la seva companyia anterior, Deutscher Aero Lloyd, el 1926, convertint-se en el primer director general de Deutsche Lufthansa.

## Dubtes sobre el seu origen
El 1935, l'ètnia de Milch va ser posada en dubte quan van començar a circular rumors que el seu pare, Anton Milch, era jueu. La Gestapo va iniciar una investigació que va ser detinguda per Hermann Göring en obligar a la mare de Milch a signar un certificat segons el qual Anton no era el veritable pare de Erhard i els seus germans, sinó el seu oncle Karl Brau. Aquests esdeveniments, i la posterior extensió d'un Certificat de Sang Alemany per Milch, van ser el motiu que Göring digués la seva famosa frase: "Jo decideixo qui és jueu i qui no". En realitat Milch mai va ser "arianitzat". Ell ho deixà clar en el tribunal que el va jutjar a Nuremberg. Els rumors sobre l'ascendència jueva de Milch arrencar a la tardor de 1932, a l'Alemanya nazi que un secretari d'Estat tingués una porció de sang "no ària" només el conduiria a un camí. Anton Milch, que es va casar amb Klara Vetter, era un simple apotecari de la marina, també és cert que el pare d'Anton Milch es deia Benno, un nom molt utilitzat pels catòlics alemanys, la investigació de la Gestapo només va llançar una clara conclusió, una cosa tan durament vergonyosa com reconfortant, el pare de Milch era un "ari" i no era Anton, sinó algú a qui l'Església no hagués acceptat com a espòs de Klara. Per reforçar aquestes conclusions, E. Milch va visitar al seu llit de mort a Anton Milch el 7 d'octubre de 1933, Anton li va dictar una declaració on es ratificava el que la Gestapo ho havia descobert, signat al peu la mateixa declarava que no havia tingut fills propis, i desheretar els quatre fills de Klara. La declaració d'Anton va ser mostrada a Adolf Hitler, i l'1 de novembre Milch va anotar en el seu diari particular: "Tarda, Goering ha parlat amb Hitler, Von Blomberg i Hess sobre la meva família", poques hores després va afegir un apèndix: "Tot està en ordre ".

## Segona Guerra Mundial
Després de l'esclat de la Segona Guerra Mundial, ara amb el títol de general, Milch va estar al comandament d'una ala de la Luftwaffe (la Luftflotte V) durant la campanya de Noruega. Després de la victòria sobre França, va ser ascendit a mariscal de camp (Mariscal) i va rebre el títol d'Inspector General de l'Aire. El 1944, juntament amb Joseph Goebbels i Heinrich Himmler, va intentar convèncer a Hitler per rellevar Göring del comandament de la Luftwaffe després del fracàs de la invasió de la Unió Soviètica (Operació Barba-roja). Quan Hitler s'hi va negar, Göring contraatacar, forçant Milch a abandonar el seu rang. Durant la resta de la guerra, va treballar sota les ordres d'Albert Speer.

## Després de la Guerra
Després del suïcidi de Hitler, Milch va intentar fugir d'Alemanya, però va ser capturat per les forces aliades a la costa Bàltica el 4 de maig de 1945 i posteriorment jutjat com a criminal de guerra en els Judicis de Nuremberg. Va ser trobat culpable i condemnat a cadena perpètua a la presó de Landsberg, encara que va ser alliberat el juny de 1954. Va viure la resta de la seva vida a Düsseldorf, on moriria el 1972.
Una biografia va ser publicada per David Irving el 1973 sota el títol The Rise and Fall of the Luftwaffe: The Life of Field Marshall Erhard Milch.

## Dates de promoció
Fähnrich – 18 d'octubre de 1910
 Leutnant – 18 d'agost de 1911
 Oberleutnant – 18 d'agost de 1915
 Hauptmann – 18 d'agost de 1918
 Oberst – 28 d'octubre de 1933 (se li concedí aquest rang en tornar a l'exèrcit)
 Generalmajor – 24 de marc de 1934
 Generalleutnant – 28 de marc de 1935
 General der Flieger – 20 d'abril de 1936 (provisional des de 30 January 1936)
 Generaloberst – 1 de novembre de 1938
 Generalfeldmarschall – 19 de juliol de 1940